# Antimachos von Kolophon

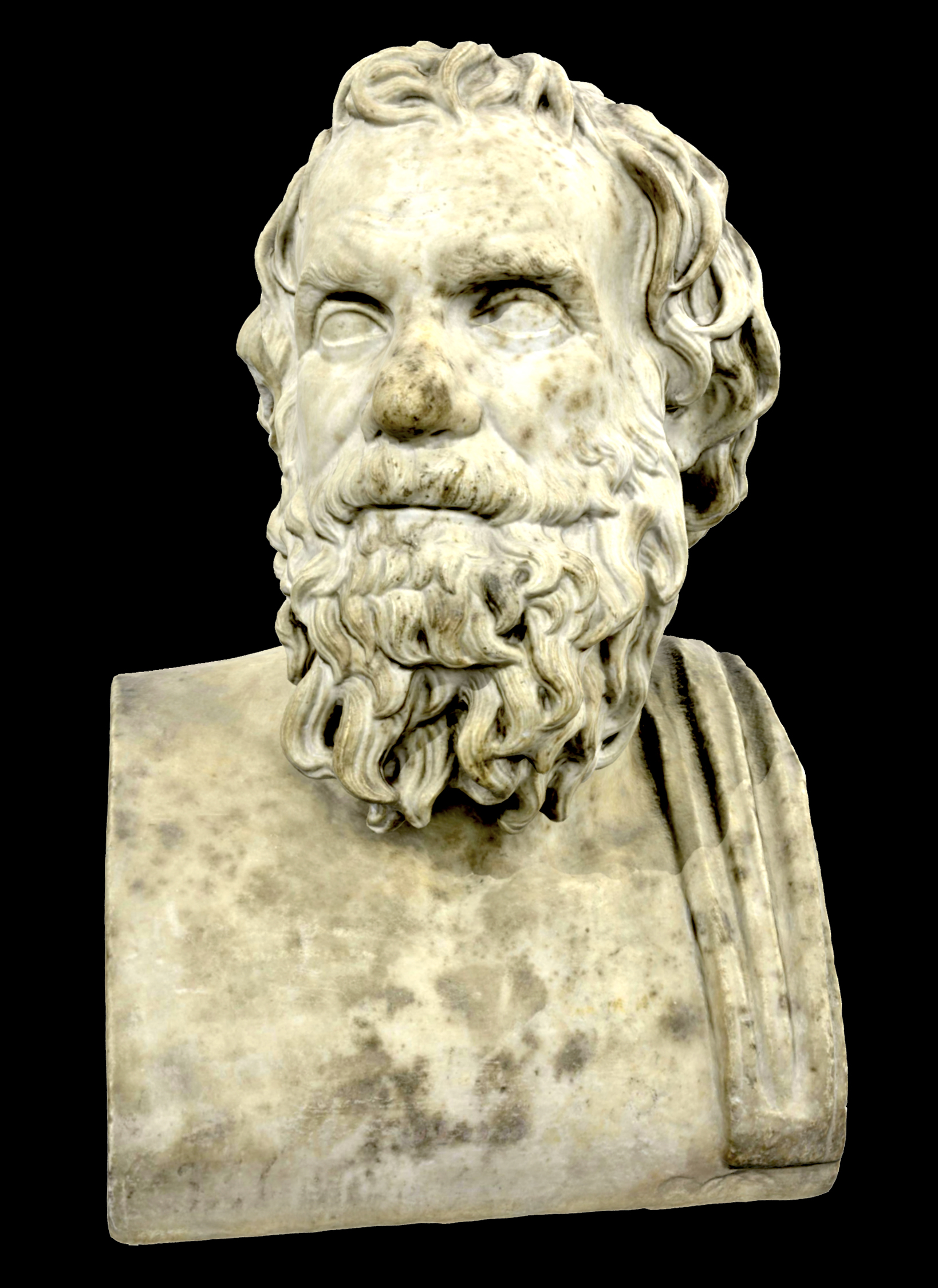
Herme des Antimachos

Antimachos von Kolophon war ein antiker griechischer Dichter und Grammatiker aus Kolophon. Er wurde wohl nicht sehr lange nach der Mitte des 5. Jahrhunderts v. Chr. geboren und lebte vielleicht noch im frühen 4. Jahrhundert v. Chr.
Mit seinen beiden Hauptwerken, dem Epos Thebais (über die beiden mythischen Thebanischen Kriege) und einem nach seiner verstorbenen Geliebten Lyde benannten Elegienzyklus, der die Mythen durch den Tod getrennter Liebespaare behandelte, war er Begründer des Epos. Als solcher war er Vorläufer und Vorbild der Alexandriner, die ihn wegen seiner Gelehrsamkeit gleich nach Homer stellten. Die Bruchstücke seiner Dichtungen zeigen eine harte und gesuchte, oft auch schwülstige Sprache und bekunden mehr Kunst und Gelehrsamkeit als Dichterkraft. Als Grammatiker veranstaltete er eine Rezension der homerischen Gedichte.

## Textausgabe
- Bernhard Wyss (Hrsg.): Antimachi Colophonii reliquiae. Weidmann, Berlin 1936